# Biserica reformată din Mădăraș

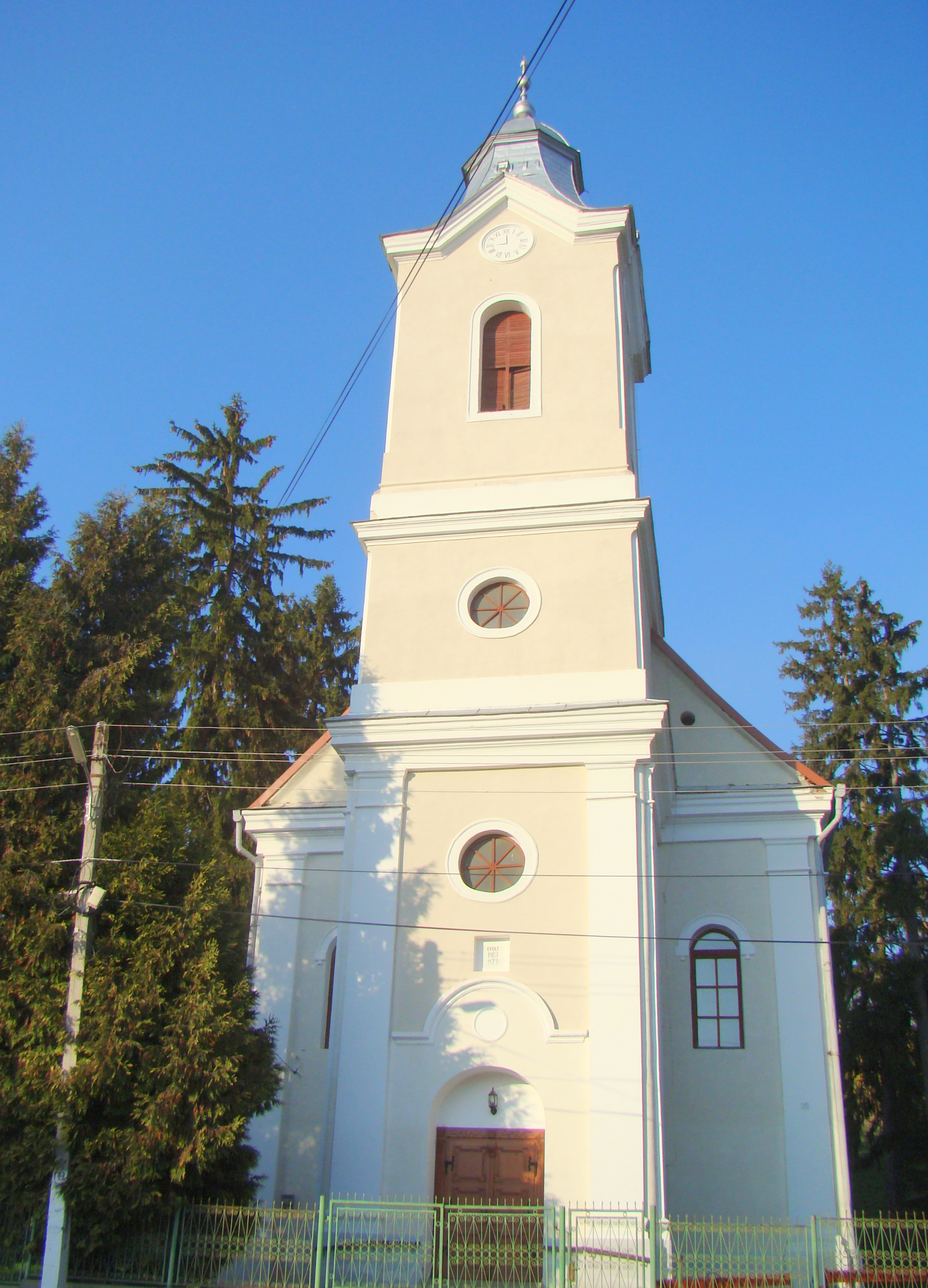
Biserica reformată din Mădăraș (octombrie 2019)

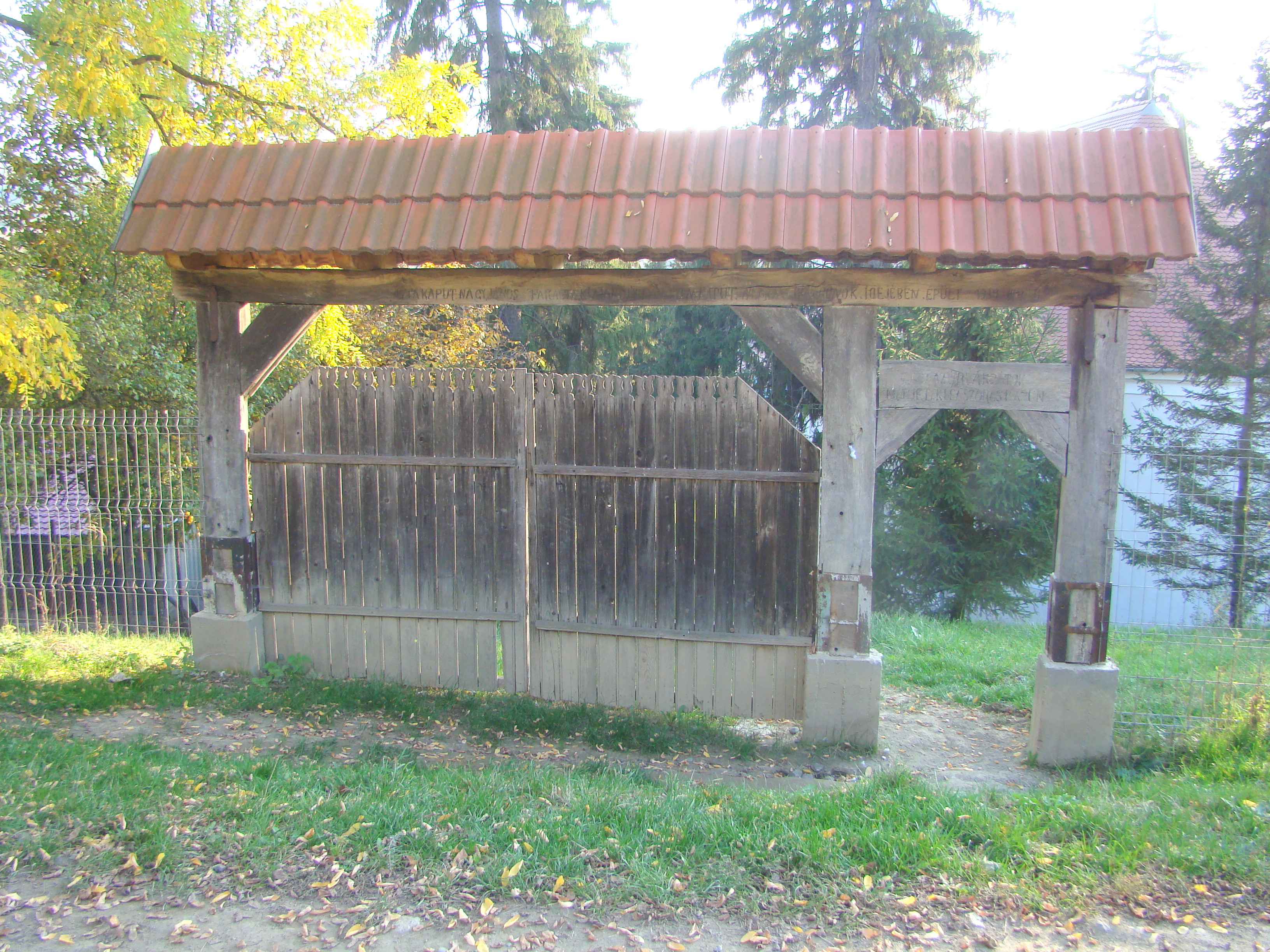
Poarta de lemn a bisericii

Biserica reformată din Mădăraș este un lăcaș de cult aflat pe teritoriul satului Mădăraș, comuna Mădăraș. A fost construită în 1804, înlocuind vechea biserică medievală, materialul rezultat în urma demolării fiind folosit la construirea actualei biserici.

## Localitatea
Mădăraș, colocvial Mădărașu de Câmp (în maghiară Mezőmadaras, în trad. "Păsărenii de Câmp"), este satul de reședință al comunei cu același nume din județul Mureș, Transilvania, România. Satul  este atestat documentar în anul 1332, cu denumirea Madaras.

## Biserica
În 1332 avea o biserică parohială, preotul său, Bertalan, fiind menționat în lista dijmelor papale. Biserica medievală se afla în zona reședinței pastorale de astăzi. Balázs Orbán i-a văzut încă temelia zidurilor și a constatat că avea o absidă semicirculară. A fost demolată în 1803-1804, iar pietrele sale au fost folosite la biserica mai încăpătoare construită în același timp. Săpăturile la locul bisericii vechi au dus la descoperirea unui număr foarte mare de oseminte umane, marcând existența unei epidemii sau o bătălie purtată aici. Turnul noii biserici s-a prăbușit în 1871, dar a fost reconstruit în anul următor.

## Imagini din exterior

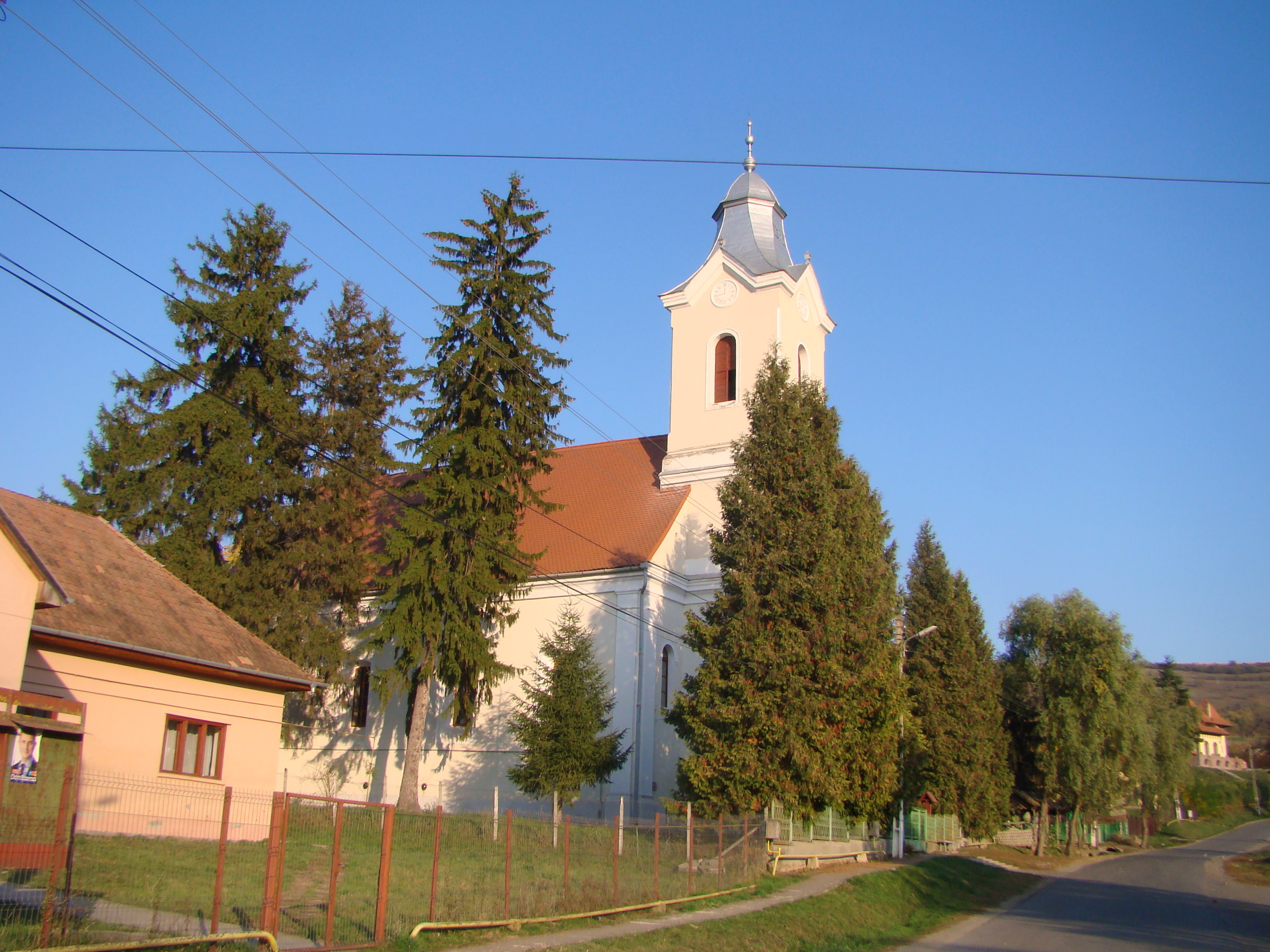
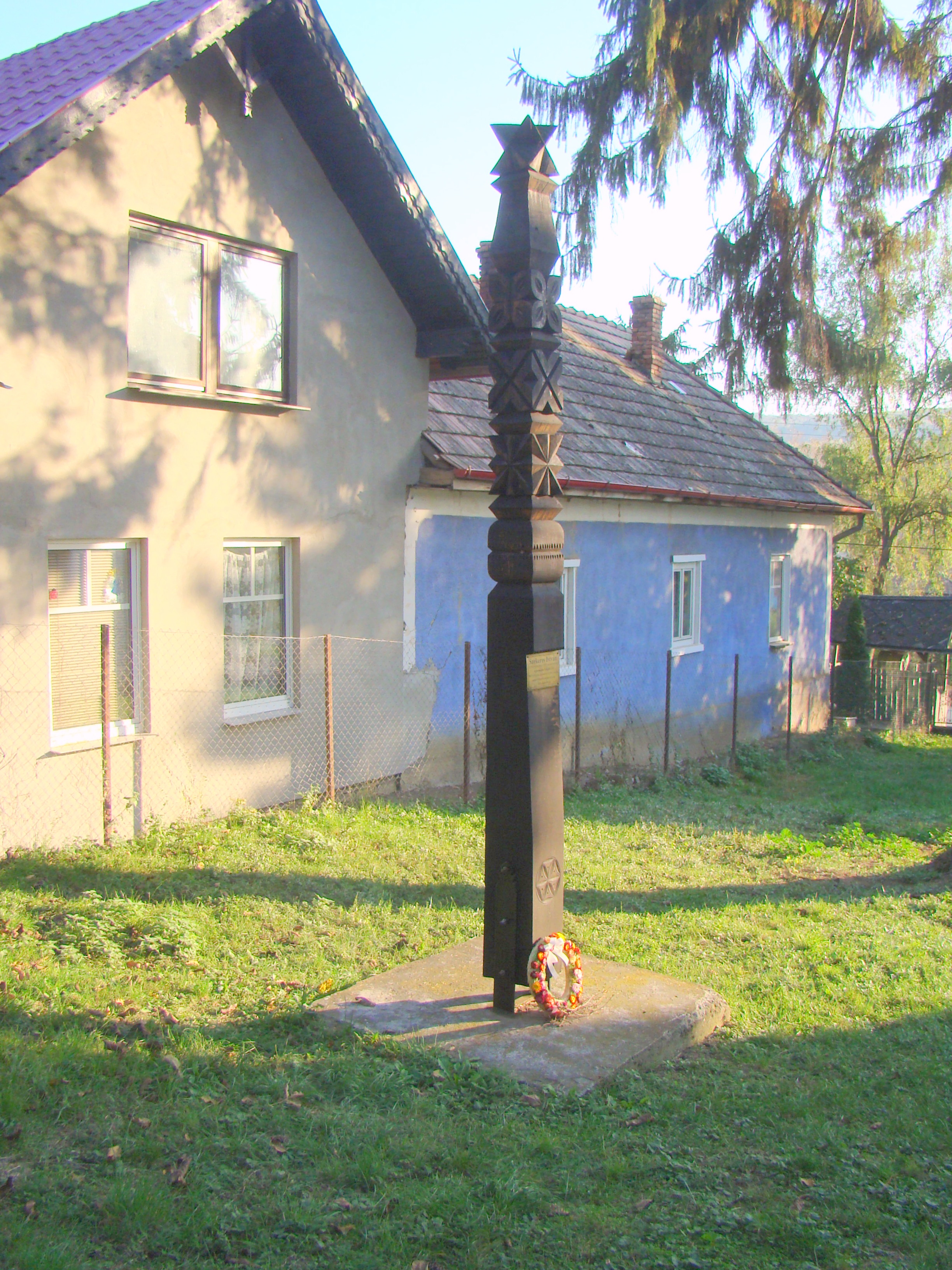
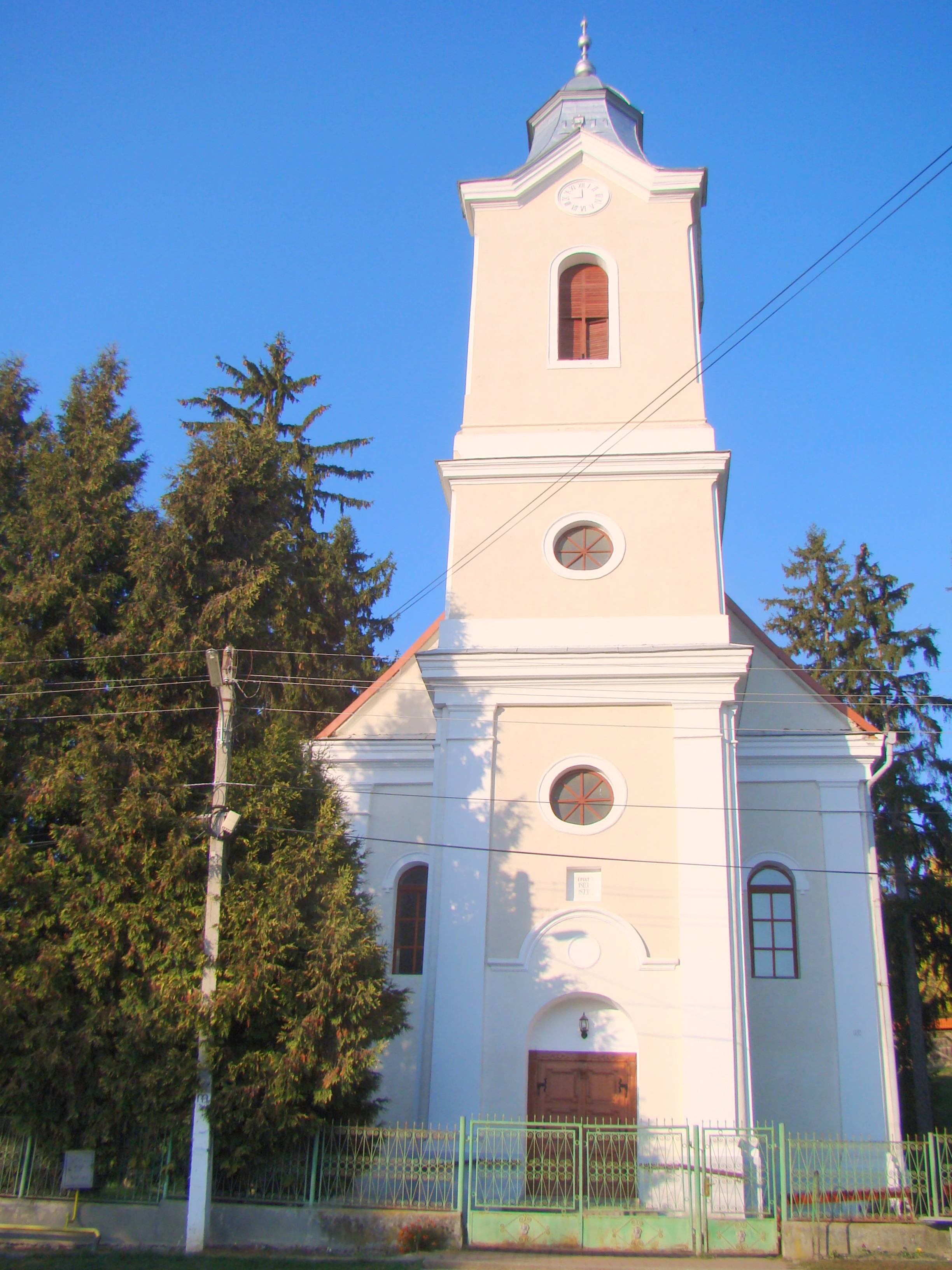
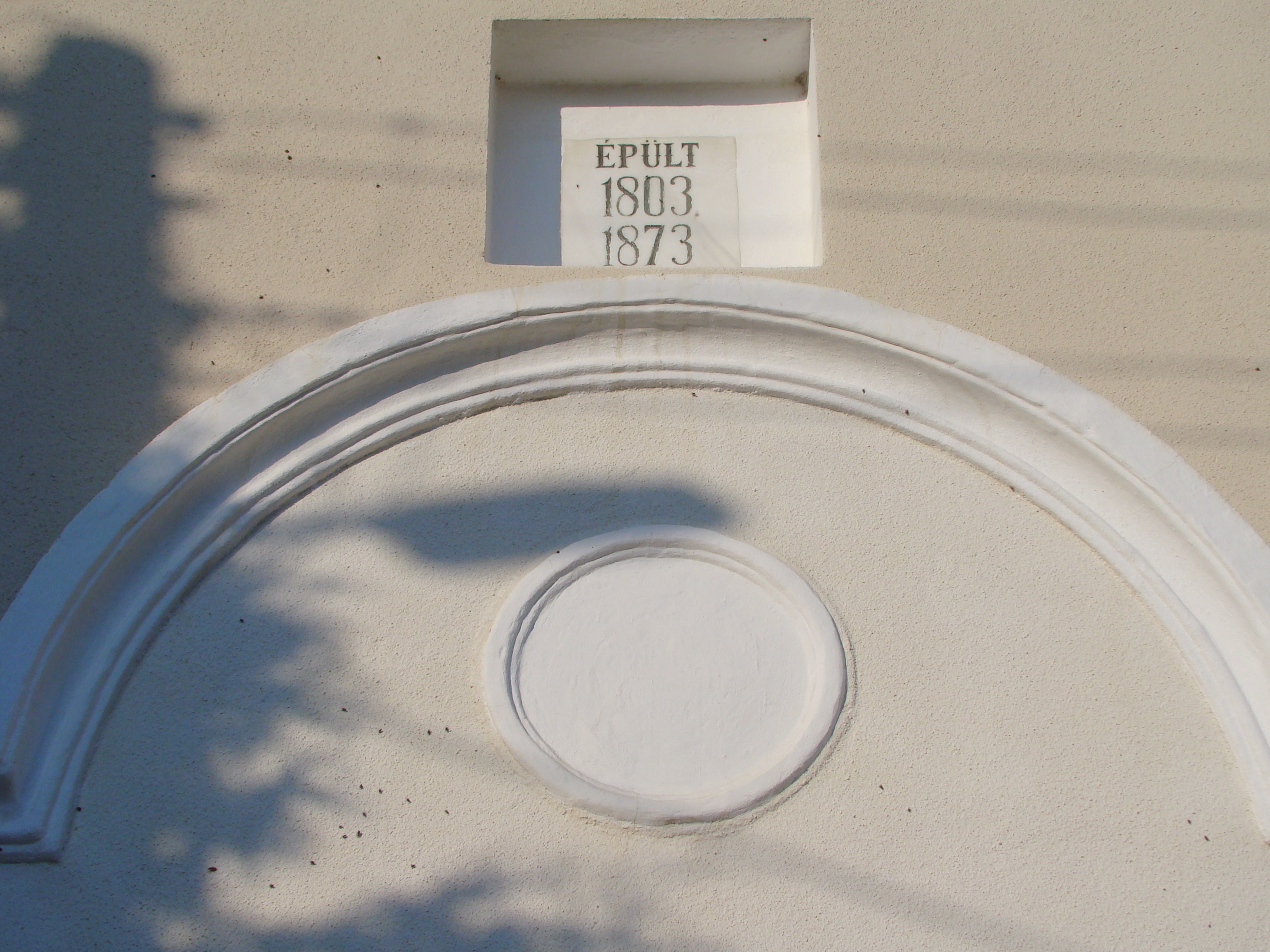
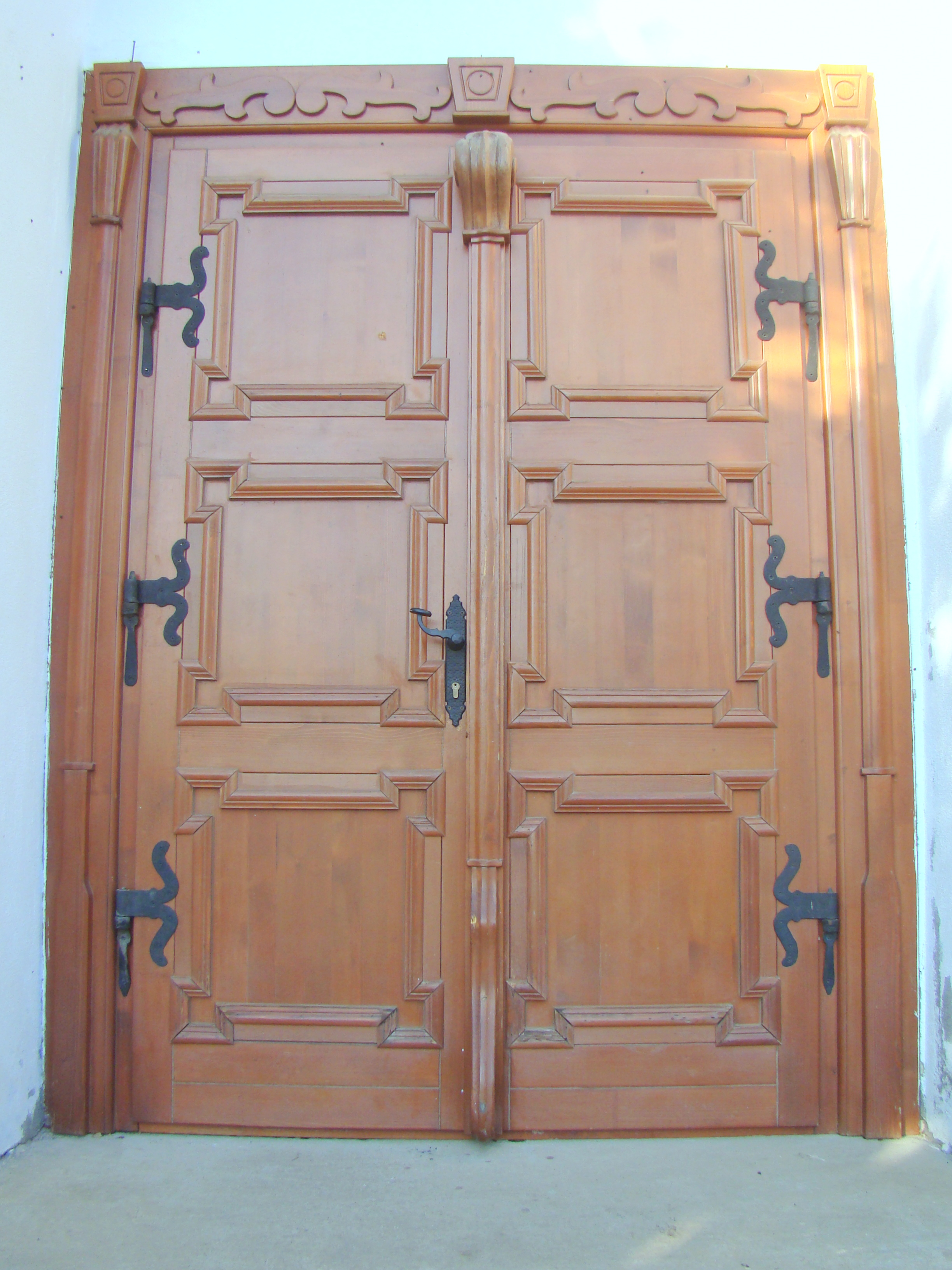
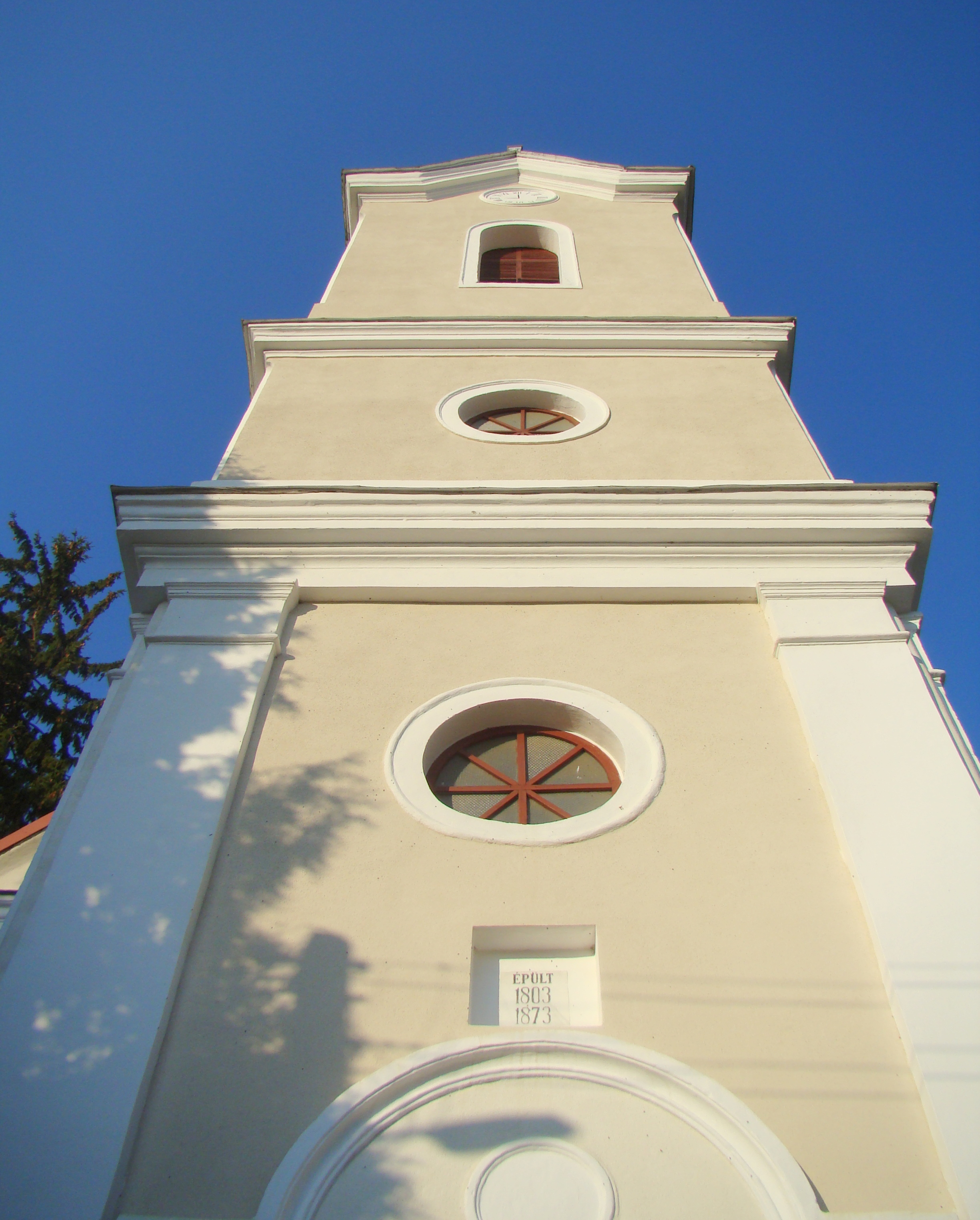
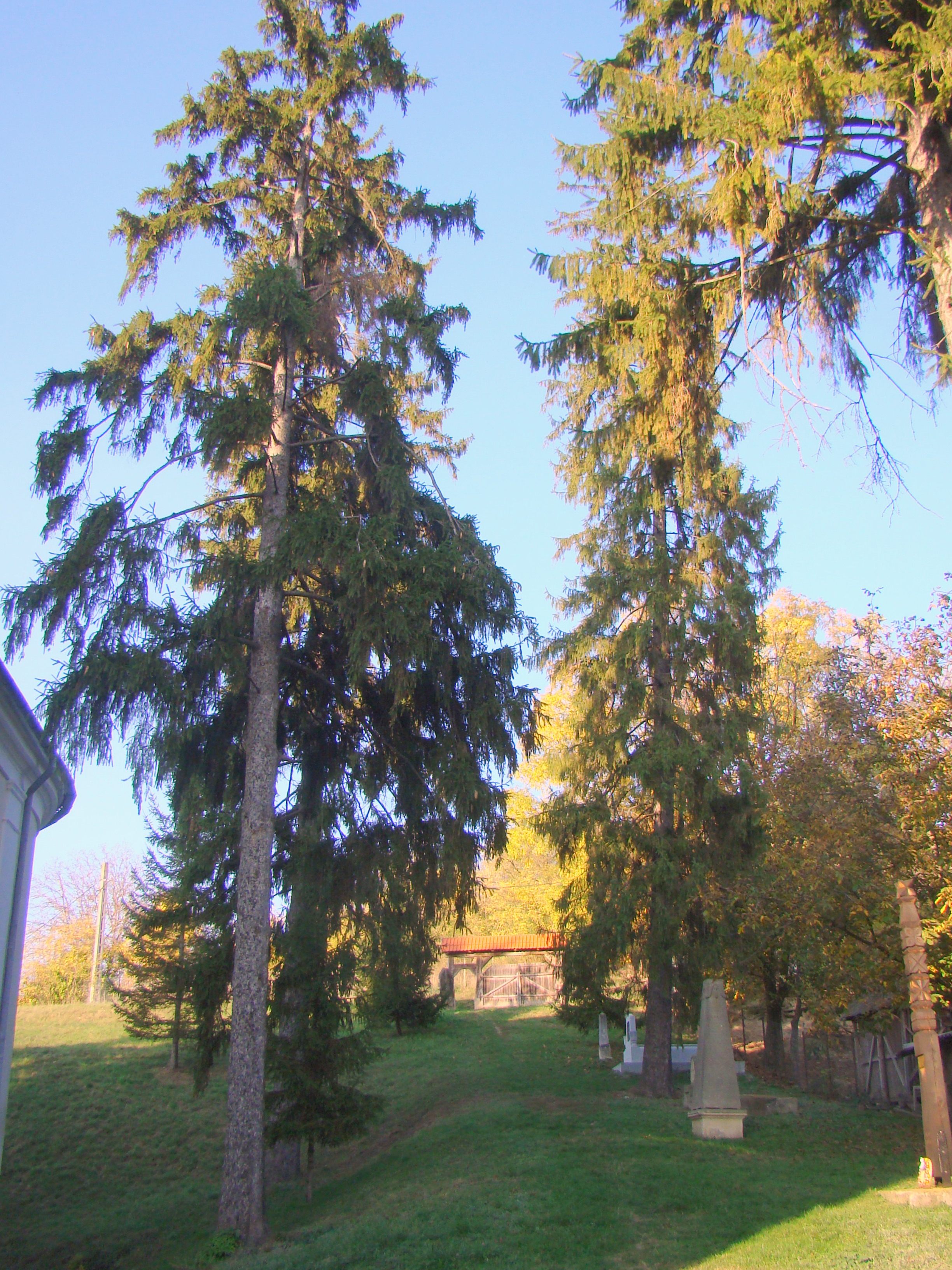
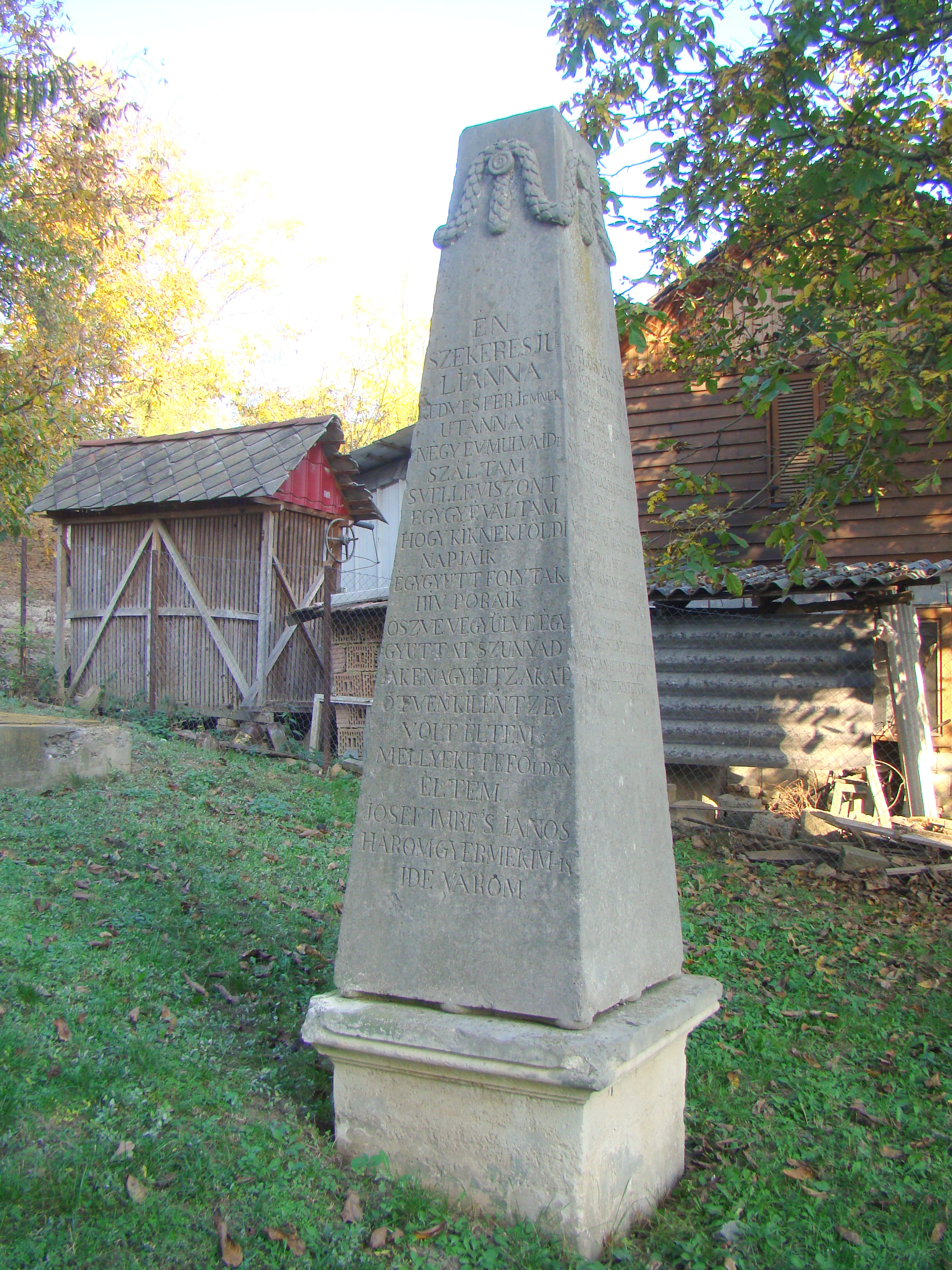
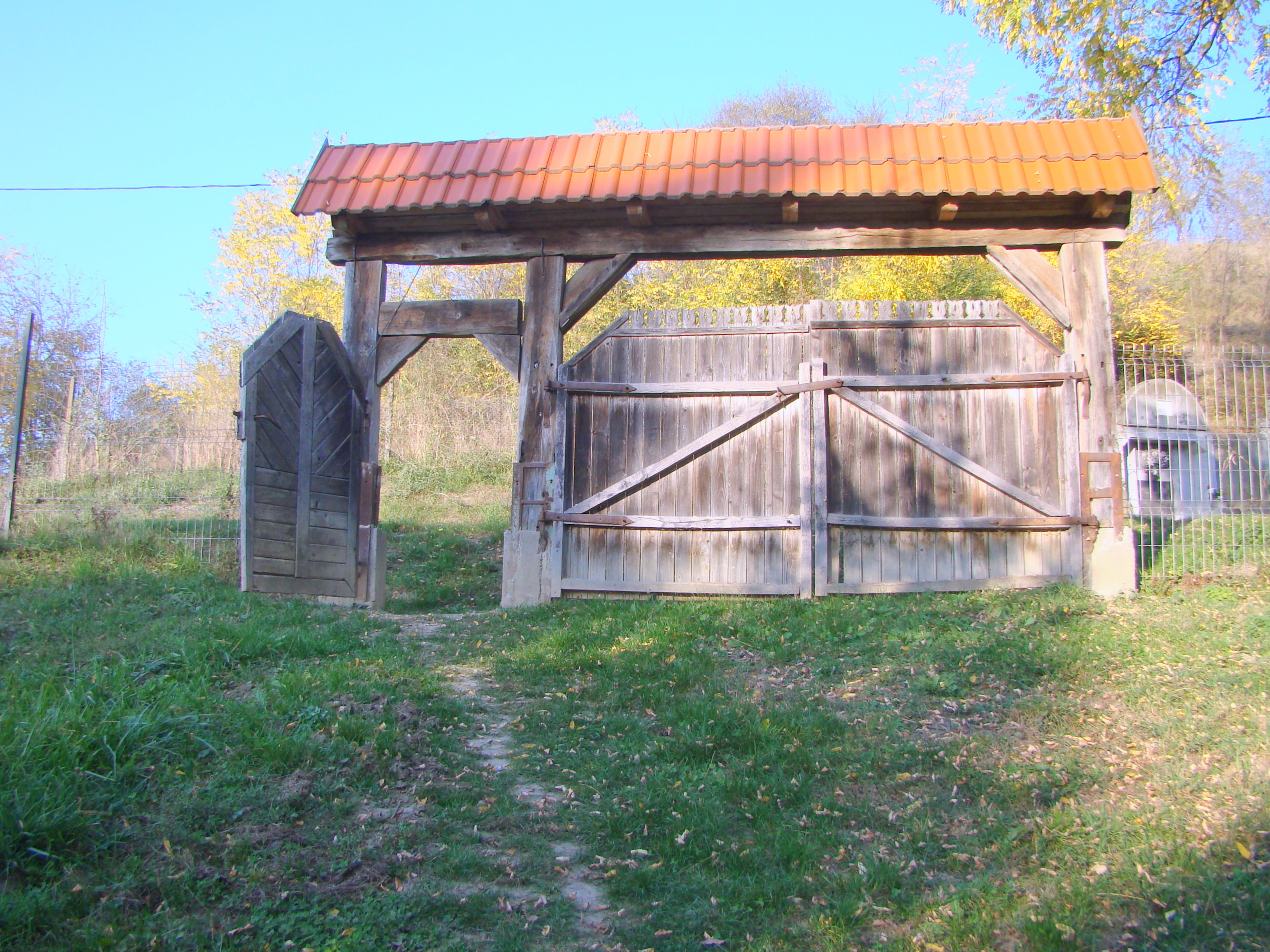
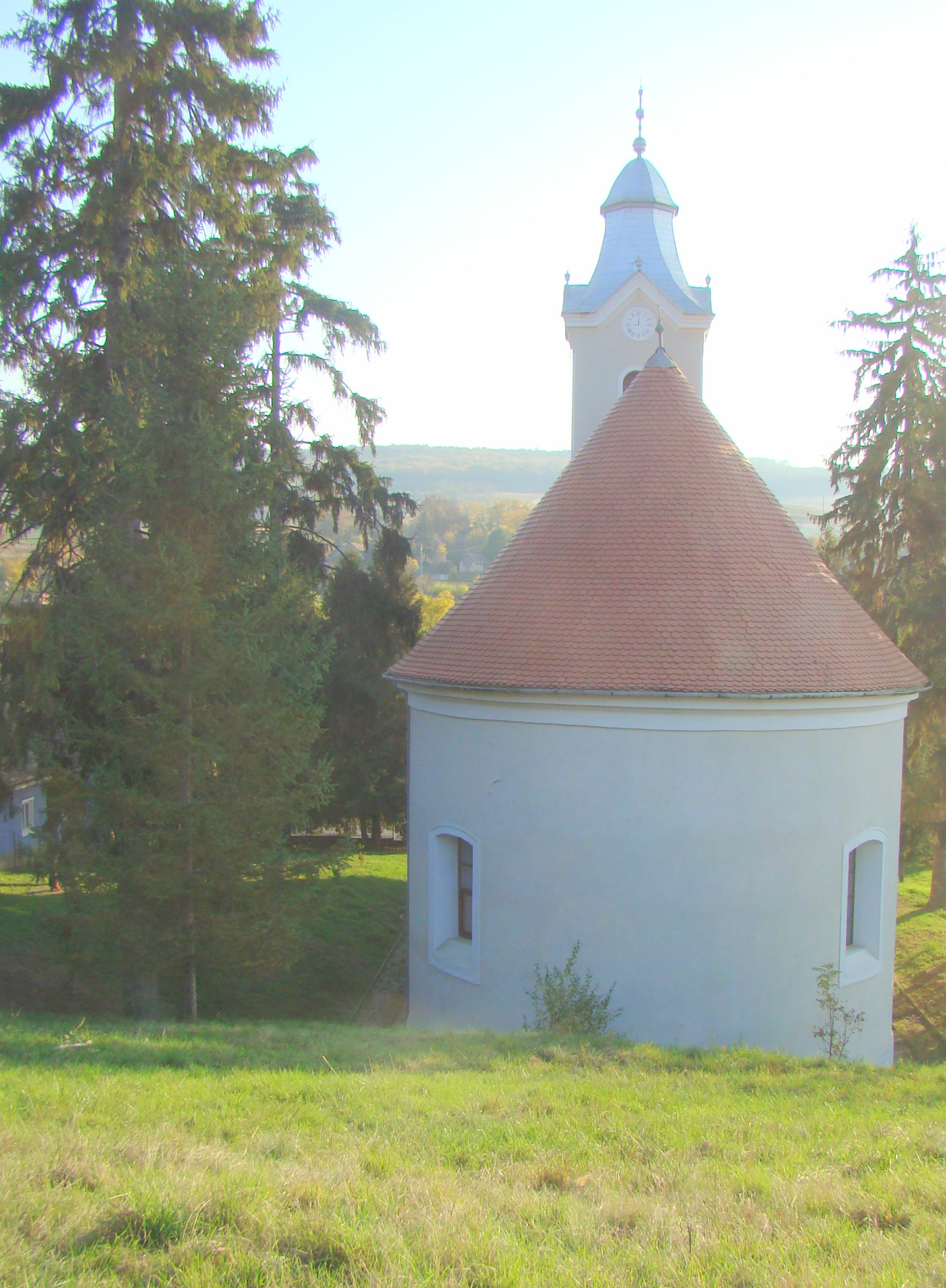
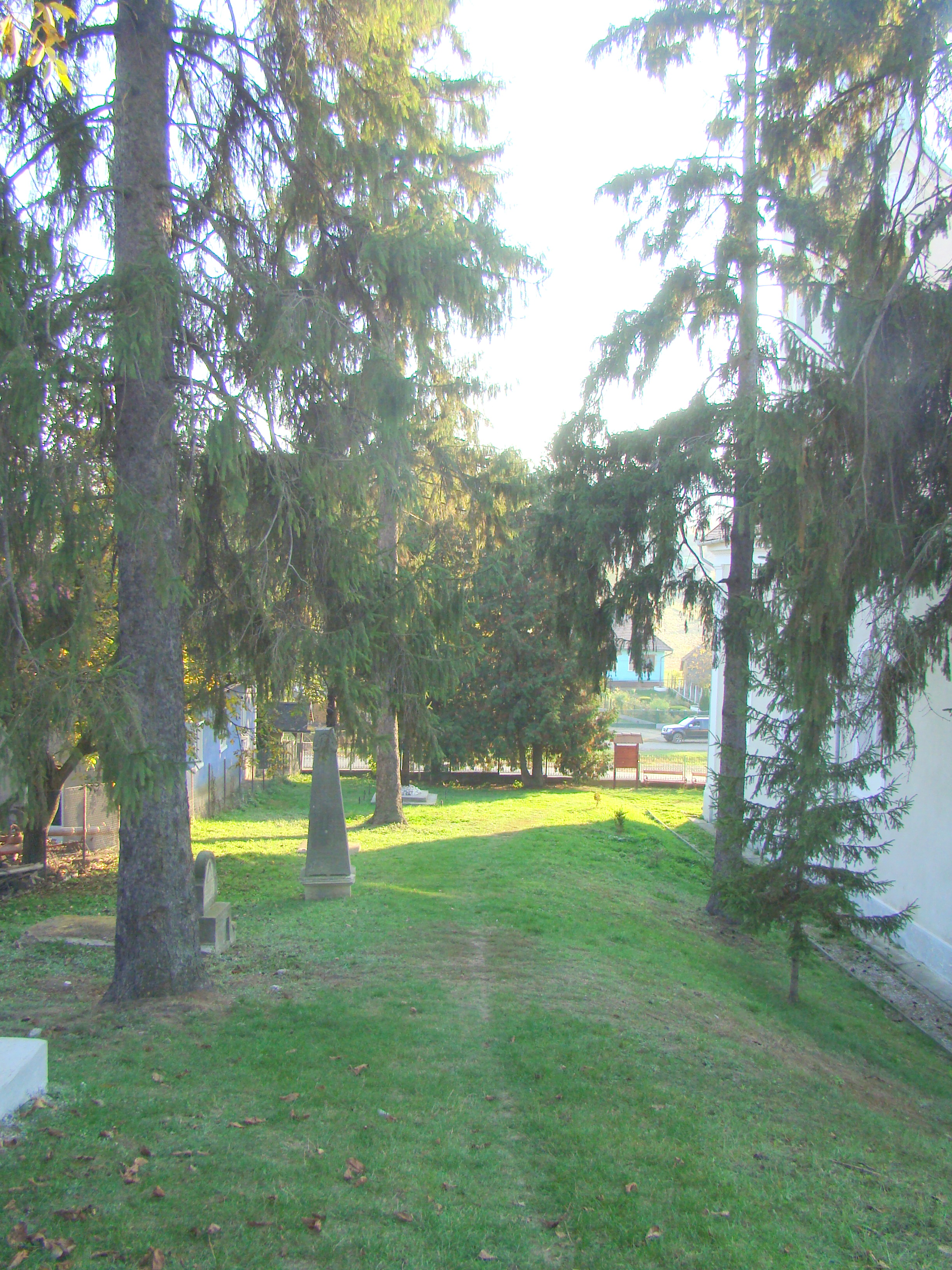
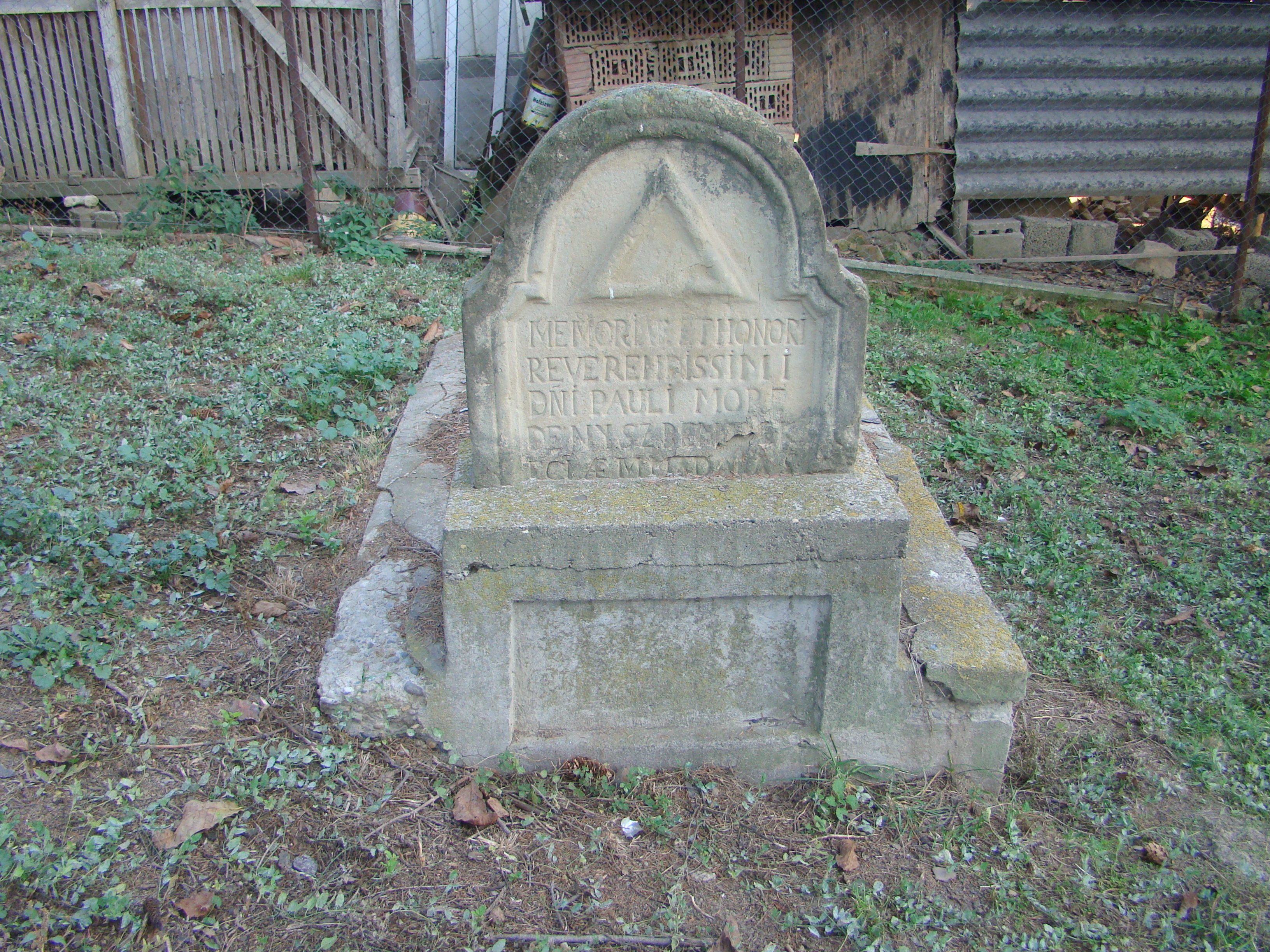
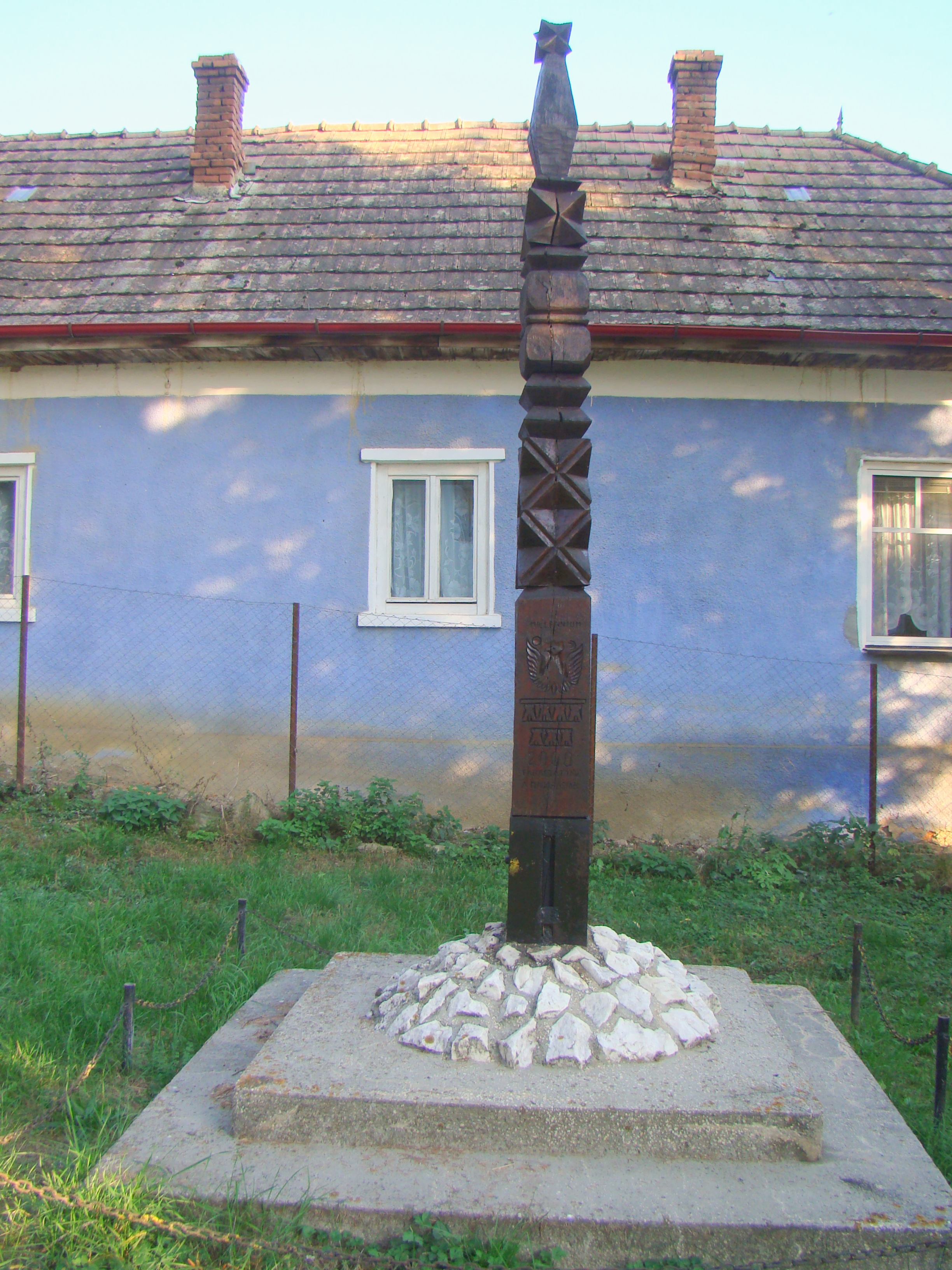
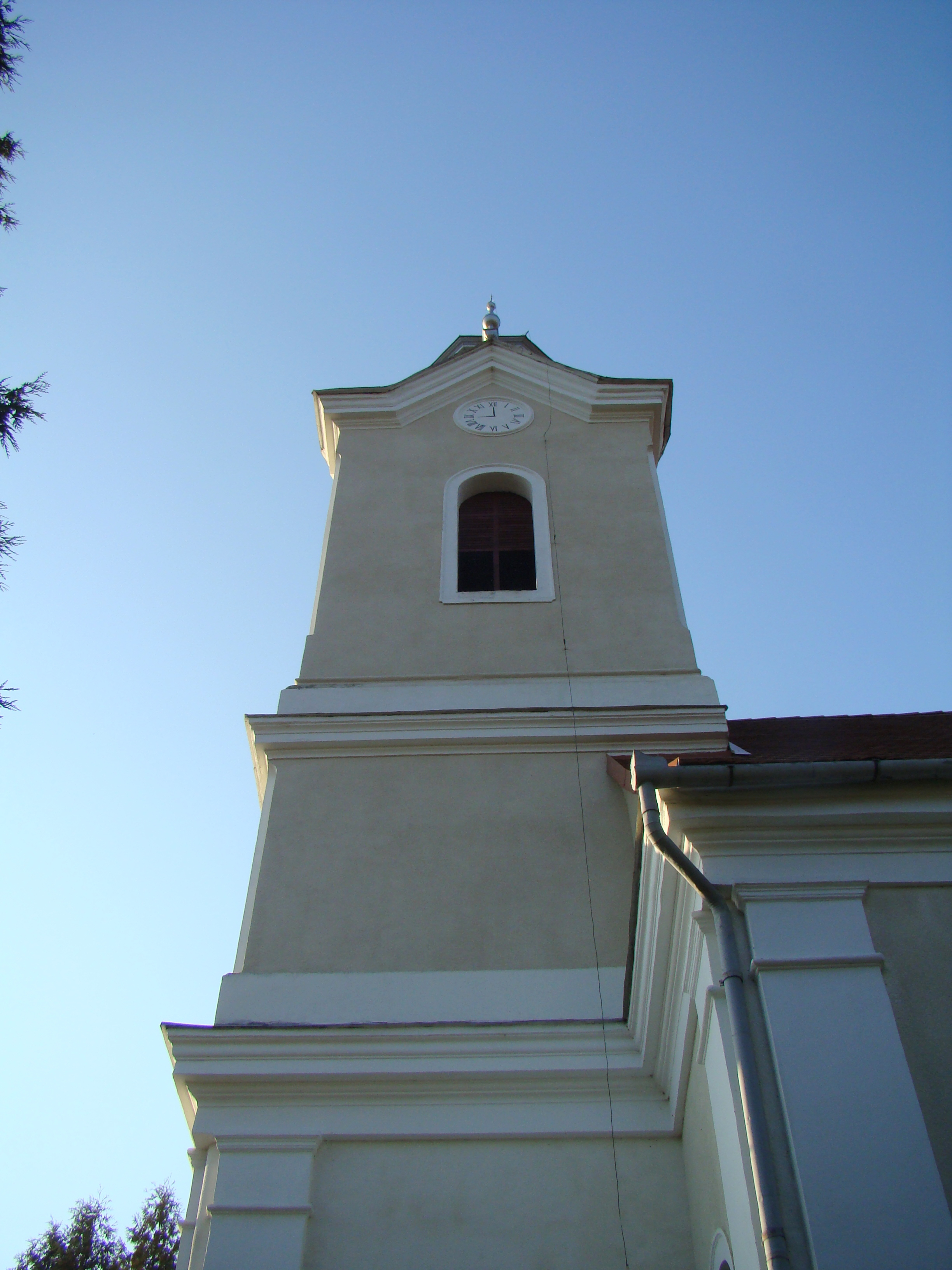

## Vezi și
- Mădăraș, Mureș